# Accident ferroviaire du tunnel de Nanteuil-Saâcy
L’accident ferroviaire du tunnel de Nanteuil-Saâcy a eu lieu le mercredi 5 février 1919 dans le département de Seine-et-Marne, sur la ligne Paris- Strasbourg de la Compagnie des chemins de fer de l'Est. Bien qu’il ait fait huit morts et seize blessés, il a marqué moins les esprits par son bilan humain que par les conditions insolites dans lesquelles il s’est produit et les supputations hasardeuses auxquelles a donné lieu la recherche de ses causes.

## L’accident
L’express n° 47 pour Metz et Strasbourg, formé de quatorze voitures dont certaines récemment livrées par l'Allemagne vaincue au titre de la réparation des dommages de guerre, avait quitté la gare de l’Est à 20 h 15. Après un arrêt à Meaux à 21 h 15, il allait aborder vers 22 h le souterrain de 945 mètres précédant la gare de Nanteuil - Saâcy quand un épais nuage de fumée irrespirable se dégagea soudain sous les banquettes d’un compartiment de la voiture de tête, immatriculée 1 460. Lorsque les voyageurs au bord de l’asphyxie brisèrent les vitres afin d’évacuer les vapeurs toxiques, des flammes jaillirent du plancher et s’étendirent rapidement, attisées par l’appel d’air. Entre-temps, le signal d'alarme avait été tiré depuis le compartiment voisin, déclenchant l’arrêt du convoi dans le tunnel. Le feu menaçant de gagner la voiture suivante, un certain nombre de passagers affolés descendirent alors sur les voies au moment où survenait un train croiseur, qui en faucha une dizaine. Les autres parvinrent à se plaquer contre les parois de la galerie pour en sortir et gagner la gare à 250 mètres de là.
Les cheminots purent détacher les deux voitures de tête pour les placer sur une voie de garage où elles continuèrent à se consumer. Après que la machine eut ramené à l’air libre le reste du train, on déposa dans un wagon dix-huit blessés qu’elle conduisit à Château-Thierry où ils furent hospitalisés et où certains succombèrent. En définitive le bilan de l’accident s’éleva à huit morts et seize blessés, ou bien heurtés par le train croiseur ou bien intoxiqués par les fumées.

## Des rumeurs d'attentat
Au premier abord, l’événement semblait avoir été causé par un incendie purement accidentel résultant soit d'une avarie sur le wagon, soit de l'inflammation spontanée d’un objet dangereux transporté par un passager. C’était notamment la conclusion à laquelle avaient abouti le jour même, après examen sommaire des deux voitures, un ingénieur du ministère des travaux publics voyageant dans le train, ainsi que le procureur de la République et le sous-préfet de Meaux  qui s’étaient rendus immédiatement sur les lieux en automobile. 
La thèse du caractère fortuit de l'accident fut cependant remise en cause dès le lendemain. En effet, le visiteur chargé de l'inspection des organes de roulement du train lors de son arrêt à Meaux une demi-heure plus tôt affirmait n'y avoir remarqué aucune anomalie. En outre, selon le témoignage des rescapés, l'incendie avait été précédé de l'émission brutale dans un compartiment d'un gaz si toxique qu'il avait immédiatement tué un chien et causé aux humains de graves troubles respiratoires. Une première autopsie pratiquée sur les victimes décédées peu après à l'hôpital de Château-Thierry confirmait d'ailleurs qu'elles avaient succombé à une « congestion pulmonaire » foudroyante que le médecin-légiste croyait ne pouvoir attribuer « ni à la grippe ni au froid ». Les deux voitures concernées faisant partie d'un lot récemment livré par l'Allemagne, il n'en fallut pas plus pour que dans un contexte encore marqué d'hostilité et de défiance à l'égard de l'ancien ennemi, celui-ci soit soupçonné d'être à l'origine du sinistre. 
Après publication par la Compagnie de l'Est d'un communiqué précisant à la fois que les deux voitures concernées étaient allemandes et que les émanations de gaz demeuraient inexpliquées, la presse s'interrogea donc sur ce « dégagement de gaz délétères boches ». Si d'aucuns évoquaient une possible malveillance, mais sans exclure pour autant une cause accidentelle telle des exhalaisons nocives provenant d'un engin imprudemment rapporté par un poilu comme souvenir du front, d'autres, en revanche, affirmèrent de manière plus catégorique leur certitude d'une action hostile préméditée par l'Allemagne, en rappelant que déjà, une circulaire du 18 janvier 1919 émanant du 4e Bureau d’état-major avait averti les réseaux que des pastilles incendiaires pouvaient se trouver dans les wagons qu'elle devait livrer. Ainsi, le journal La Croix du 7 février titrait-il : « Grave accident. Ce ne peut être qu'un attentat allemand », alors que selon Le Rappel : « Les Boches continuent ». 

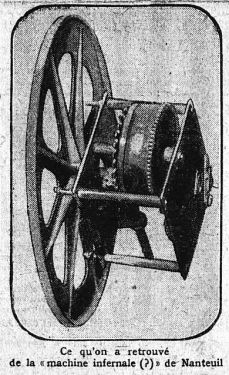
Photo publiée dans Le Matin du 11 février 1919

Cette conviction parut confirmée avec éclat lorsque deux jours après, un des nombreux objets calcinés recueillis au milieu des ferrailles tordues des wagons intrigua tant les enquêteurs par son mécanisme complexe, qu'ils y virent un possible engin incendiaire à retardement. Après une conférence entre hauts responsables civils et militaires de la sécurité ferroviaire, deux communiqués furent alors publiés simultanément, l'un par la Compagnie de l'Est, indiquant : « il a été trouvé dans les débris de la voiture allemande brûlée le 5 février à l'entrée du souterrain de Nanteuil un appareil d'horlogerie abîmé par l'explosion et qui devait être contenu dans un colis placé sous la banquette. Cette découverte parait donner l'explication de l'accident », l'autre par le ministère des travaux publics, précisant que « les renseignements recueillis au cours de l'enquête ont fait l'objet de plusieurs rapports, d'après lesquels il semble établi que l'on se trouve en présence d'une tentative criminelle. En effet, l'examen du mouvement d'horlogerie découvert dans la voiture allemande incendiée a permis de constater la présence, dans ce mécanisme, d'une clavette retenant un ressort qui a provoqué l'action d'un percuteur. Sur ce mécanisme on a remarqué, d'autre part, des traces de phosphore. Or, sur les blessures des personnes atteintes au cours de l'accident, les médecins ont également relevé des traces identiques ». L'objet suspect fut confié pour expertise à André Kling, directeur du laboratoire municipal de la ville de Paris, et sa photographie communiquée aux journaux, dont certains la publièrent. Le Parquet de la Seine mandata également le docteur Charles Paul, médecin-légiste pour procéder à de nouvelles autopsies des victimes en vue de rechercher d'éventuelles traces de produits toxiques dans leurs viscères.
Dans l'atmosphère de l'époque, l'explication de l'incendie par une « machine infernale » pouvait être considérée comme envisageable. Ainsi, Le Journal admettait-il que « la duplicité allemande est suffisamment connue pour ne pas laisser de doutes sur cette possibilité ». D'aucuns y trouvèrent donc l'occasion de nouvelles diatribes contre l'Allemagne. Par exemple, le journal La Lanterne superposait-il en trois titres successifs les formules : « Leurs wagons ; L’accident criminel de Nanteuil ; Une machine infernale des Boches », alors que Le XIXe siècle entendait en tirer la conclusion plus générale que « la mauvaise foi de l'Allemagne apparaît avec une évidence qui doit donner à réfléchir aux futurs dirigeants de la Société des Nations ».

## Un sinistre accidentel
Même si elle était théoriquement plausible, l'hypothèse d'un attentat allemand par engin incendiaire fut cependant accueillie avec beaucoup de scepticisme dans le reste de la presse, puisque tout à la fois les circonstances du sinistre, les caractéristiques du mécanisme d'horlogerie suspect et les témoignages des passagers et des personnels de la compagnie la rendaient peu vraisemblable. « Ne nous pressons pas de faire de l’affaire du tunnel de Nanteuil un roman-feuilleton », titrait le journal L'Intransigeant. La suite des événements allait vite confirmer la justesse de cette circonspection. En effet, peu après, un employé de la compagnie trouvait parmi les ferrailles fondues et tordues de la voiture incendiée un débris qu'il identifia comme un pavillon de phonographe. Rapprochant cette découverte de celle du mécanisme mystérieux faite quelques jours plus tôt, il estima que les deux objets pouvaient appartenir à une seule et même machine, et fit part aux enquêteurs de son intuition, qui s'avéra pertinente. Ce nouvel élément fut d'autant plus déterminant pour exclure définitivement la thèse d'un attentat criminel que simultanément, les deux experts, après examen à la fois des débris et des victimes, concluaient à l'absence de traces de gaz de guerre. On émit alors l'hypothèse que dans le bagage contenant le phonographe auraient pu se trouver également des disques, à l'époque constitués d'une cire synthétique, mélange complexe de gutta-percha, de celluloïd et de térébenthine, dégageant en brûlant une odeur âcre et une fumée noire. Les émanations incommodantes pour les passagers avaient pu être produites par leur combustion spontanée au contact d'un radiateur, puisque selon les témoignages des occupants du compartiment, celui-ci était excessivement chauffé. Toutefois, faute de traces subsistant dans les débris calcinés, cette explication demeurait une supposition et, comme l'écrivait le journal Le Petit Parisien, « seul le propriétaire du phonographe pourrait dire ce que sa valise contenait et l’endroit du wagon où il l’avait déposée ». Au vu des informations contenues dans la presse, il ne semble cependant pas que celui-ci se soit fait connaître.
Quoi qu'il en soit, le procureur de la République, après un nouveau transport avec les deux experts sur les lieux où était garé le wagon, conclut à un sinistre accidentel, écartant un affaissement de la caisse sur les roues, mais envisageant plutôt une avarie, soit sur le chauffage, soit sur une boîte d'essieu insuffisamment lubrifiée, et décida de recourir à un troisième expert pour procéder à des recherches complémentaires. M. Masson, ingénieur spécialiste du matériel ferroviaire, expert près de la Cour d'appel de Paris, fut nommé à cet effet quelques jours plus tard.
Certains journaux ne manquèrent pas de fustiger « l'inconcevable légèreté » des services de la compagnie de l'Est à diffuser dans la précipitation des informations non vérifiées, ou d'ironiser sur la publication de nouvelles tendancieuses par « les journaux d'information pressés de voir partout "la main de l'Allemagne" ».
En octobre, le docteur Paul rendit la version définitive de son rapport, confirmant, comme il l'avait constaté quelques mois plus tôt, que les morts n'avaient pas été tués par des gaz de combat, mais soit asphyxiés par la fumée de l'incendie, soit écrasés par le train croiseur.
En décembre, M. Masson, le troisième expert, rendit à son tour son rapport. Faute de diffusion de son contenu dans la presse, il est impossible de connaître ses conclusions sur l'origine exacte du sinistre. Du moins devait-il exclure toute faute humaine, intentionnelle ou non, puisqu'il fut suivi d'une ordonnance de non-lieu.